# Distrikt Anta (Carhuaz)
Der Distrikt Anta liegt in der Provinz Carhuaz in der Region Ancash in West-Peru. Der Distrikt wurde am 28. November 1910 gegründet. Er besitzt eine Fläche von 43,2 km². Beim Zensus 2017 wurden 2520 Einwohner gezählt. Im Jahr 1993 lag die Einwohnerzahl bei 2326, im Jahr 2007 bei 2368. Die Distriktverwaltung befindet sich in der 2424 m hoch gelegenen Ortschaft Anta mit 783 Einwohnern (Stand 2017). Anta liegt 10 km südsüdöstlich der Provinzhauptstadt Carhuaz.

## Geographische Lage
Der Distrikt Anta liegt an der Ostflanke der Cordillera Negra zentral in der Provinz Carhuaz. Der Río Santa fließt entlang der östlichen Distriktgrenze nach Norden. Direkt am Flussufer liegt die 3050 m lange Landebahn des Flughafens Aeropuerto Comandante FAP Germán Arias Graziani (IATA: ATA).
Der Distrikt Anta grenzt im Süden an den Distrikt Yungar, im Westen an den Distrikt Pariacoto (Provinz Huaraz), im Nordwesten an den Distrikt Carhuaz, im Norden an den Distrikt Marcará sowie im Osten an den Distrikt Pariahuanca.